# Johann Heinrich Gossler

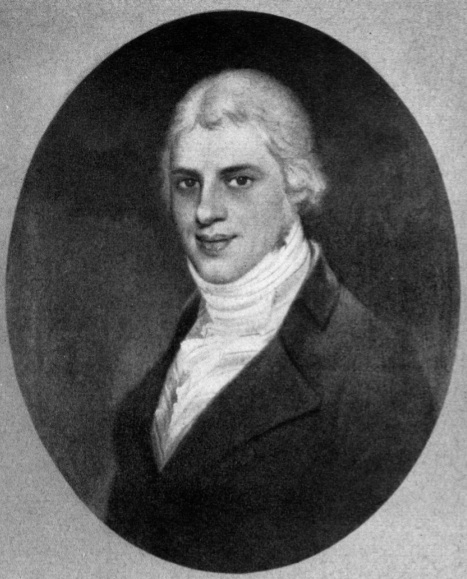
Johann Heinrich Gossler, um 1805

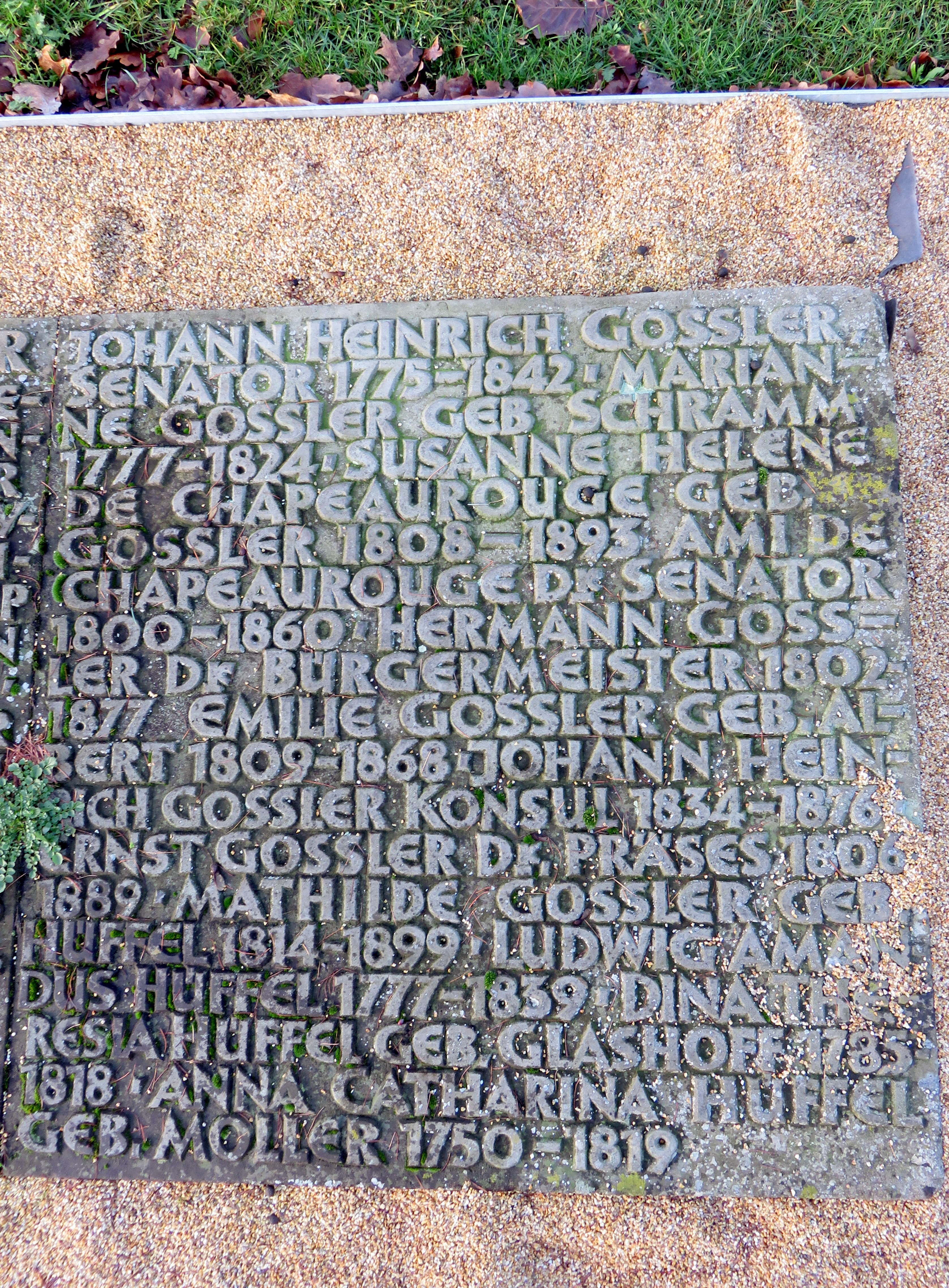
Johann Heinrich Gossler Senator, Friedhof Ohlsdorf

Johann Heinrich Gossler (oder Goßler) (* 28. März 1775; † 3. April 1842) war ein Hamburger Bankier, Senator und Mitglied der Hanseatenfamilie Berenberg/Goßler.

## Leben
Gossler war seit 1798 Mitinhaber des Handels- und Bankhauses Joh. Berenberg, Gossler & Co. zusammen mit seinem Schwager Ludwig Edwin Seyler. 1821 wurde er in den Senat der Freien und Hansestadt Hamburg gewählt.
Er war der Sohn von Johann Hinrich Gossler und der Vater von Hermann Goßler, sowie der Großvater von Johann Freiherr von Berenberg-Gossler (1839–1913). Sein Urenkel war Johann Heinrich Burchard.
An Johann Heinrich Gossler wird auf der Doppelsammelgrabplatte Familie Gossler des Althamburgischen Gedächtnisfriedhofs, Friedhof Ohlsdorf, erinnert.